# Carl Valeri
Carl Valeri (Camberra, 14 de agosto de 1984) é um ex-futebolista australiano que atuava como volante.

## Carreira
Valeri representou a Seleção Australiana nas Olimpíadas de 2004, na Copa da Ásia de 2007 e 2011, e na Copa do Mundo de 2010. No total, atuou em 52 partidas e marcou um gol pelos Socceroos.

## Títulos
Grosseto
- Serie C1: 2006–07
- Supertaça da Serie C: 2007

Sassuolo
- Serie B: 2012–13

Melbourne Victory
- Campeonato Australiano: 2014–15 e 2017–18
- Copa da Austrália: 2015

### Prêmios individuais
- Gol da temporada do Melbourne Victory: 2014–15
- Jogador da temporada do Melbourne Victory: 2014–15
- Medalha do Victory: 2016–17